# كليمنت كلارك مور
كليمنت كلارك مور (بالإنجليزية: Clement Clarke Moore)‏ هو كاتب وشاعر وبروفيسور أمريكي في اختصاص الأدب اليوناني والمشرقي وبحوث الكتاب المقدس ولد في يوم 15 يوليو 1779 في مدينة نيويورك في الولايات المتحدة أصبح قسيساً في الكنيسة الأسقفية الأمريكية، أشتهر بطرحه لشعر بعنوان زيارة من القديس نيكولاس والتي كانت البذرة لقصة البابا نويل التي إرتبطت بالقديس نيكولاس، توفي في يوم 10 يوليو 1863.

## روابط خارجية
- كليمنت كلارك مور على موقع الموسوعة البريطانية (الإنجليزية)
- كليمنت كلارك مور على موقع ميوزك برينز (الإنجليزية)
- كليمنت كلارك مور على موقع إن إن دي بي (الإنجليزية)